# Bertoldo di Giovanni

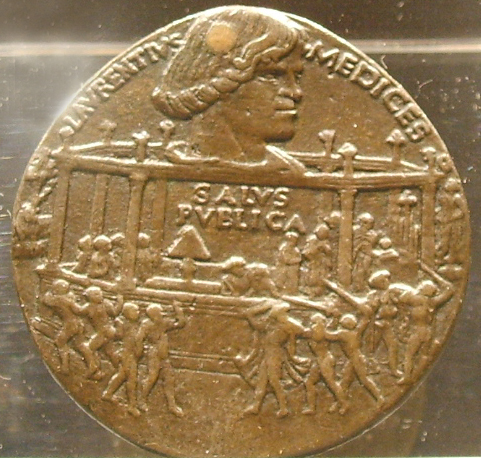
Bertoldo di Giovanni, medalla dedicada a Lorenzo de Médici con motivo de la conjura de los Pazzi.

Bertoldo di Giovanni (Florencia, entre 1435 y 1440 - Poggio a Caiano, 28 de diciembre de 1491) fue un escultor italiano.
Fue discípulo de Donatello y durante bastante tiempo trabajó en su taller, llegando incluso a finalizar las obras del maestro que habían quedado inconclusas a su muerte en 1466, como el relieve en bronce sobre la vida de Cristo de la basílica de San Lorenzo de Florencia. Fue el organizador y maestro de la escuela de escultura creada por Lorenzo de Médici en el jardín de su Palacio de la Vía Larga, donde se acumularon numerosas esculturas grecorromanas. En esa escuela se formaron artistas como Miguel Ángel, Baccio da Montelupo, Giovanni Francesco Rustici o Jacopo Sansovino.
- Datos: Q828363
- Multimedia: Bertoldo di Giovanni / Q828363